# Église Sainte-Anne de Baby
L’église Sainte-Anne est  située à Baby, à 10 kilomètres à l’est de Bray-sur-Seine, dans le département français de Seine-et-Marne, en région Île-de-France.

## Histoire
Chapelle seigneuriale, probablement fondée au XIIIe siècle, la chapelle devient un édifice paroissial en 1640. Elle fut probablement agrandie entre 1640 et 1659 comme en témoigne  la date gravée  sur la clef au-dessus du portail. On ignore la date à laquelle l’édifice a été dédié à Sainte-Anne.

## Architecture
Le chœur est la partie la plus ancienne de l’édifice. Il accueille en 1641  la dépouille de Françoise de Melun, épouse du seigneur de Baby, de Compigny, des Bordes et de Briotte. Il est ensuite agrandi par une nef pour recevoir plus de fidèles. 
La nef, construite en damier de craie et silex est d'une architecture religieuse inédite localement, mais typique en milieu rural dans cette partie de la Bassée (vallée de la Seine entre Nogent-sur-Seine et Montereau). Cette architecture témoigne de la pauvreté des moyens de la paroisse à cette époque.
Au XVIIIe siècle,  un mausolée en forme de rotonde fut construit au chevet de l'église pour abriter le tombeau d’Alexis-Jean Durand de Lagny. Une plaque funéraire en marbre noir gravée en marque l'emplacement.
Le  XIXe siècle voit d'importants travaux dus à la vestusté de l'édifice : la voûte de la rotonde  est remplacée par une charpente en 1839, le clocher est reconstruit et enfin, une sacristie est accolée au chœur.

## Mobilier
La plupart des objets de l’église sont  inscrits au titre des monuments historiques et ont fait l’objet de campagnes de restauration, notamment les sculptures en bois polychrome des XVIIe siècle et XVIIIe siècle.
La nef se compose d’un ensemble de petits bancs semi-clos
à dossiers agrémentés de fines balustres en bois tourné et de bancs à panneaux moulurés du XVIIIe siècle, de teinte gris-bleu, devant l’assise qui longe les murs nord et sud.
Elle se compose également d’un confessionnal à une seule loge réservée au pénitent et des fonts baptismaux en forme de cuve ovale sur un piétement de type pilastre, le tout peint en faux marbre rouge.
Au mur, un Christ en croix en bois polychrome  exprime toute
l’intensité dramatique de la Crucifixion et, de part et d’autre sont fixés sur des socles,
une statue de la Vierge à l’Enfant et un groupe de l’Education de la Vierge par
Sainte-Anne. Sainte-Anne debout présente un livre ouvert à la Vierge enfant, qui joint les mains dans un geste de prière. Sur la page du livre se lit la date de 1768, date qui pourrait correspondre à la polychromie visible aujourd’hui sur ces statues.
L’église détient, outre le groupe sculpté précité, le livre liturgique de la fête de Sainte-Anne, célébrée le 26 juillet.
L’ouvrage est signé et daté « fécit Aubry l’an 1762. Il est composé de 18 feuillets recto-verso et de 4 pages de garde.  Cet antiphonaire présente des portées de musique réalisées à la détrempe rouge et des notes à l’encre noire. Inscriptions, lettres et ornements de fleurs de lys, étoiles, soleil, oiseaux et feuillages sont encadrés dans des cartouches ou exprimés librement  dans une gamme de rouge, noir et marron.
Dans le chœur, sur le maître-autel aux angles galbés,  repose le tabernacle dont le tableau central
n’existe plus. Il ne subsiste de cet ensemble entièrement exécuté en chêne et dont les éléments sculptés datent de la période rocaille,  que  le cadre et son agrafe supérieure en forme de rinceaux et de feuillage mouvementés et nervurés. Dans le chœur également, deux portes latérales insérées dans des panneaux moulurés encadrent un retable architecturé daté de 1748 qui comporte une ouverture vitrée qui s’apparente à un devant de reliquaire.